# Pygoderma bilabiatum
Pygoderma bilabiatum — вид родини листконосові (Phyllostomidae), ссавець ряду лиликоподібні (Vespertilioniformes, seu Chiroptera).

## Середовище проживання
Країни проживання: Болівія, південно-східна Бразилія, Парагвай, північна Аргентина. Живе в тропічних і субтропічних вологих лісах і в населених пунктах. 

## Екологія
Харчується фруктами. Кілька екземплярів були захоплені вночі над струмками.

## Морфологічні та генетичні особливості
Голова й тіло довжиною приблизно 61 мм, передпліччя довжиною приблизно 38 мм, хвіст відсутній, вага до 22 гр. Вуха широкі й округлі. Забарвлення темно-коричневе, майже чорне зверху й сірувато-біле знизу. Шерсть довга, густа, м'яка. Є білі плями на кожному плечі біля крил. Зубна формула: 2/2, 1/1, 2/2, 2/2 = 28. Каріотип 2n = 30-31, FN = 56.